# عزت محمد باشا
عزت محمد باشا (1723 – فبراير 1784، بلغراد) رجل دولة عثماني شغل منصب الصدر الأعظم في الإمبراطورية العثمانية مرتين، الأولى من عام 1774 إلى 1775 و الثانية من عام 1781 إلى 1782.
في نهاية الحرب الروسية التركية (1768-1774) كان قائم مقام الصدر الأعظم ويحل محله في غيابه، قام السلطان عبد الحميد الأول بتعيينه كصدر أعظم في 10 أغسطس عام 1774. انتهت ولايته الأولى في 7 يوليو 1775،بعد ست سنوات حين كان يشغل منصب حاكم إيالة أرضروم أُعيد تعيين في منصب الوزير الأعظم في 20 فبراير 1781. كانت مهمته الرئيسية إصلاح الجيش الذي لم يوفق في الحرب، ولكنه فشل في نيل رضا السلطان وعلاوة على ذلك نشب حريق في اسطنبول تسبب في أضرار كبيرة وأعمال شغب، مما أدى إلى إقالته من قبل السلطان في 25 أغسطس 1782 وتم نفيه إلى بلوفديف.
وبخلاف منصب الصدر الأعظم، فقد عزت محمد باشا شغل مناصب رفيعة المستوى، فقد أصبح وزيراً في 6 يوليو 1774 وحاكماً لإيالة آيدين (1775) ومصر (1775-78) و الروم (1778-79) وأرضروم (1779, 1780-81) والرقة (1779-80) وبلغراد (1783-84).
تُوفي في فبراير 1784 في بلغراد أثناء ما كان حاكماً لها.